# 아미티지 헉스
스타워즈의 등장인물. 도널 글리슨이 연기한다. 퍼스트 오더 총사령부 소속의 장군이며, 깨어난 포스 기준으로 만 34세이다. 은하 제국시절 제국사관학교 교장이자 엔도 전투이후 제국의 실권을 쥐었던 갈리우스 렉스의 측근이었던 브렌들 헉스의 아들이다. 퍼스트 오더를 수립하는데 큰 기여를 했던 아버지의 뜻을 받들어 스톰트루퍼들을 훈련시키며, 그 능력을 인정받아 최고 지도자 스노크의 신임을 얻으며, 슈퍼웨폰 스타킬러 베이스를 통제하게 된다.

## 작중 행적

### 깨어난 포스
오늘은 신공화국의 종말이다. 무질서를 묵인한 정권의 최후인 것이다. 지금 이 순간 여기에서 멀리 떨어진 행성계에서, 신공화국은 비밀리에 저항군을 지원하며 은하계를 속이고 있다. 우리가 지금 서 있는 제군들이 건설한 무기가, 의회와 그들의 함대를 박살낼 것이며, 남아있는 모든 행성계들은 퍼스트 오더에 고개를 조아릴 것이다! 그리고 오늘은 공화국 최후의 날로 기억될 것이다!
스타킬러 베이스를 신 공화국의 수도로 발사하며 한 연설이다. 이후 스타킬러 베이스가 붕괴되자 통제실을 포기하고 스노크에게 보고하며, 카일로 렌과 함께 붕괴하는 스타킬러 베이스를 탈출한다.